# Bārāband
Bārāband (persiska: باربَند, بَهرابَند, بَراوَند, بارابَند, بارابند) är en ort i Iran.   Den ligger i provinsen Hamadan, i den nordvästra delen av landet, 260 km väster om huvudstaden Teheran. Bārāband ligger 2 121 meter över havet och antalet invånare är 259.
Terrängen runt Bārāband är huvudsakligen kuperad, men söderut är den platt. Runt Bārāband är det ganska tätbefolkat, med 199 invånare per kvadratkilometer. Närmaste större samhälle är Varkāneh, 18,4 km sydväst om Bārāband. Trakten runt Bārāband består i huvudsak av gräsmarker.